# NGC 4040
NGC 4040 este o liner situată în constelația Părul Berenicei. A fost descoperită în 30 martie 1887 de către Lewis A. Swift.